# Божурище (община)
Община Божурище се намира в Западна България и е една от съставните общини на Софийска област. Кмет: Георги Димов спечелил изборите през 2015 г.

## География

### Географско положение, граници, големина
Общината се намира в западната част на Софийска област. С площта си от 142,884 km2 е 17-а по големина сред 22-те общини на областта, което съставлява 2,02% от територията на областта. Границите ѝ са следните:
- на северозапад – община Сливница;
- на североизток – община Костинброд
- на изток и юг – Столична община, област София.
- на югозапад – община Перник, област Перник;
- на запад – община Брезник, област Перник.

### Природни ресурси

#### Релеф
Релефът на общината е равнинен, хълмист и ниско планински.
На север и североизток в пределите на общината попада западната част на Софийската котловина В нея, североизточно от град Божурище, на границата със Столична община се намира най-ниската ѝ точка – 548 m н.в.
На югозапад от котловината релефът става хълмист, постепенно надморската му височина се повишава и се достига до подножията на планините Вискяр и Люлин. До границата с община Перник на юг и до Радуйската седловина на северозапад в пределите на община Божурище попадат северните склонове на планината Люлин. Тук, югоизточно от село Мала Раковица, на границата с община Перник се намира връх Форта 1024,5 m, най-високата точка на общината. Северозападно от Радуйската седловина на нейна територия попадат крайните югоизточни части на планината Вискяр. Тук максималната височина е връх Шезуп 959,4 m, разположен югозападно от с. Храбърско, на границата с община Сливница.

#### Води
Цялата територия на община Божурище попада във водосборната област на река Искър и по конкретно на нейния ляв приток река Блато. През общината от запад на изток протичат две по-големи реки, десни притоци на река Блато. Първата от тях е Костинбродска река (32 km, Беличка река, Белица), която с изключение на най-горното и на най-долното си течение протича през община Божурище. Нейни основни притоци са: Радуйска река (десен), Делянска река (ляв) и Хераковска река (десен). В югоизточната част на общината, в т.ч и през град Божурище протича река Църна бара, вторият по-голям десен приток на река Блато.

## Население

### Етнически състав (2011)
Численост и дял на етническите групи според преброяването на населението през 2011 г.:
|                     | Численост | Дял (в %) |
| Общо                | 8473      | 100,00    |
| Българи             | 8015      | 94,59     |
| Турци               | 28        | 0,33      |
| Цигани              | 48        | 0,57      |
| Други               | 32        | 0,38      |
| Не се самоопределят | 25        | 0,30      |
| Неотговорили        | 325       | 3,84      |

### Движение на населението (1934 – 2021)
| Община Божурище                               | Община Божурище | Община Божурище | Община Божурище | Община Божурище | Община Божурище | Община Божурище | Община Божурище | Община Божурище | Община Божурище | Община Божурище | Община Божурище |
| --------------------------------------------- | --------------- | --------------- | --------------- | --------------- | --------------- | --------------- | --------------- | --------------- | --------------- | --------------- | --------------- |
| Година                                        | 1934            | 1946            | 1956            | 1965            | 1975            | 1985            | 1992            | 2001            | 2011            | 2021            |                 |
| Население                                     | 7903            | 9049            | 7717            | 8209            | 8851            | 8758            | 7453            | 7985            | 8473            | 9463            |                 |
| Източници: Национален Статистически Институт, |                 |                 |                 |                 |                 |                 |                 |                 |                 |                 |                 |

### Населени места
Общината има 10 населени места с общо население от 9463 жители към 7 септември 2021 г.
| Населено място | Население (2021 г.) | Площ на землището km2 | Забележка (старо име)    | Населено място | Население (2021 г.) | Площ на землището km2 | Забележка (старо име)          |
| -------------- | ------------------- | --------------------- | ------------------------ | -------------- | ------------------- | --------------------- | ------------------------------ |
| Божурище       | 5826                | -                     | в з-щето на с. Гурмазово | Пожарево       | 391                 | 15,160                |                                |
| Гурмазово      | 552                 | 18,942                |                          | Пролеша        | 969                 | 15,324                |                                |
| Делян          | 25                  | 6,839                 | Кърнул, Кърнол           | Росоман        | 41                  | 9,564                 |                                |
| Златуша        | 92                  | 19,119                |                          | Хераково       | 868                 | 25,971                |                                |
| Мала Раковица  | 40                  | 8,276                 |                          | Храбърско      | 659                 | 23,689                |                                |
|                |                     |                       |                          | ОБЩО           | 9463                | 142,884               | 1 населено място е без землище |

## Административно-териториални промени
- М.з. № 2820/обн. 14 август 1934 г. – преименува с. Кърнул на с. Делян;
- Указ № 128/обн. 11 април 1961 г. – заличава с. Белица и го присъединява като квартал на с. Хераково;
- Реш. МС № 786/обн. 15 август 1997 г. – признава с. Божурище за гр. Божурище.

## Транспорт
През територията на общината, на протежение от 23,1 km преминава участък от трасето на жп линията Перник – Волуяк.
През общината преминават частично 2 пътя от Републиканската пътна мрежа на България с обща дължина 38,1 km:
- участък от 13,8 km от Републикански път I-8 (от km 29,8 до km 43,6);
- последният участък от 24,3 km от Републикански път III-638 (от km 7,7 до km 32,0).

## Топографска карта
- Лист от карта K-34-46. Мащаб: 1 : 100 000.
- Лист от карта K-34-47. Мащаб: 1 : 100 000.